# Шомартін
Шомартін (рум. Șomartin) — село у повіті Сібіу в Румунії. Входить до складу комуни Брую.
Село розташоване на відстані 193 км на північний захід від Бухареста, 41 км на схід від Сібіу, 131 км на південний схід від Клуж-Напоки, 76 км на захід від Брашова.

## Населення
За даними перепису населення 2002 року у селі проживала 301 особа.
Національний склад населення села:
| Національність | Кількість осіб | Відсоток |
| -------------- | -------------- | -------- |
| румуни         | 264            | 87,7%    |
| цигани         | 21             | 7,0%     |
| німці          | 14             | 4,7%     |

Рідною мовою назвали:
| Мова      | Кількість осіб | Відсоток |
| --------- | -------------- | -------- |
| румунська | 287            | 95,3%    |
| німецька  | 12             | 4,0%     |